# Lista över matchresultat i Elitserien i ishockey 1998/1999
Lista över matchresultat i grundserien av Elitserien i ishockey 1998/1999. Ligan inleddes den 17 september 1998 och avslutades 11 mars 1999.
  
| Nr | Lag                | S  | V  | O  | F  | ÖV | ÖF | GM  | IM  | MS  | P   |
| -- | ------------------ | -- | -- | -- | -- | -- | -- | --- | --- | --- | --- |
| 1  | Modo               | 50 | 30 | 10 | 10 | 3  | 2  | 168 | 100 | +68 | 103 |
| 2  | Färjestads BK      | 50 | 23 | 12 | 15 | 0  | 3  | 147 | 137 | +10 | 81  |
| 3  | Djurgårdens IF     | 50 | 22 | 12 | 16 | 3  | 5  | 143 | 144 | −1  | 81  |
| 4  | Leksands IF        | 50 | 20 | 14 | 16 | 2  | 3  | 174 | 152 | +22 | 76  |
| 5  | Brynäs IF          | 50 | 21 | 9  | 20 | 4  | 3  | 167 | 152 | +15 | 76  |
| 6  | Luleå HF           | 50 | 22 | 8  | 20 | 1  | 3  | 148 | 143 | +5  | 75  |
| 7  | Västra Frölunda HC | 50 | 19 | 8  | 23 | 5  | 0  | 148 | 136 | +12 | 70  |
| 8  | Malmö IF           | 50 | 18 | 9  | 23 | 5  | 1  | 140 | 144 | −4  | 68  |
| 9  | HV 71              | 50 | 18 | 12 | 20 | 1  | 4  | 133 | 148 | −15 | 67  |
| 10 | AIK                | 50 | 18 | 11 | 21 | 1  | 4  | 150 | 159 | −9  | 66  |
| 11 | Västerås IK        | 50 | 19 | 7  | 24 | 1  | 2  | 139 | 176 | −37 | 65  |
| 12 | IF Björklöven      | 50 | 9  | 10 | 31 | 4  | 5  | 101 | 167 | −66 | 41  |

Tabellens data är hämtade från Årets Ishockey.

## Matcher
| Denna tabell: visa • redigera |

| Datum Match Resultat Publik Spelplan Omgång 1 - 17 september 1998 IF Björklöven-Luleå HF 1-4 (1-2, 0-1, 0-1) 4070 Umeå ishall - 17 september 1998 Modo Hockey-Malmö IF 2-4 (0-0, 0-1, 2-3) 4743 Kempehallen - 17 september 1998 Färjestads BK-Leksands IF 6-3 (2-1, 3-0, 1-2) 4523 Färjestads Ishall - 17 september 1998 HV 71-Västra Frölunda HC 1-3 (1-1, 0-1, 0-1) 4130 Rosenlundshallen - 17 september 1998 Brynäs IF-Västerås IK 2-4 (0-1, 1-2, 1-1) 3519 Gavlerinken - 17 september 1998 AIK-Djurgårdens IF 5-6 (1-1, 3-1, 1-4) 12124 Globen Omgång 2 - 20 september 1998 Luleå HF-AIK 3-2 (0-1, 2-1, 1-0) 3601 Delfinen - 20 september 1998 Malmö IF-IF Björklöven 4-1 (1-0, 2-1, 1-0) 5017 Malmö Isstadion - 20 september 1998 Leksands IF-Modo Hockey 6-3 (1-2, 3-1, 2-0) 3415 Leksands Isstadion - 20 september 1998 Västra Frölunda HC-Färjestads BK 1-2 (0-2, 1-0, 0-0) 8663 Scandinavium - 20 september 1998 Västerås IK-HV 71 6-1 (1-0, 4-0, 1-1) 4138 Rocklundahallen - 20 september 1998 Djurgårdens IF-Brynäs IF 4-3 (1-1, 0-1, 3-1) 5422 Globen Omgång 3 - 24 september 1998 IF Björklöven-Leksands IF 1-1 (1-0, 0-1, 0-0, 0-0) 3421 Umeå ishall - 24 september 1998 Modo Hockey-Västra Frölunda HC 3-0 (1-0, 1-0, 1-0) 3095 Kempehallen - 24 september 1998 Färjestads BK-Västerås IK 5-2 (1-1, 1-1, 3-0) 4015 Färjestads Ishall - 24 september 1998 HV 71-Brynäs IF 2-5 (1-2, 1-0, 0-3) 3626 Rosenlundshallen - 24 september 1998 Luleå HF-Djurgårdens IF 4-2 (2-0, 2-2, 0-0) 3817 Delfinen - 24 september 1998 AIK-Malmö IF 2-0 (0-0, 2-0, 0-0) 3821 Globen Omgång 4 - 26 september 1998 IF Björklöven-Luleå HF 1-4 (0-1, 1-1, 0-2) 3570 Umeå ishall - 26 september 1998 Djurgårdens IF-Leksands IF 3-6 (1-1, 1-3, 1-2) 7382 Globen - 26 september 1998 Västerås IK-AIK 3-2 (1-0, 1-2, 1-0) 4079 Rocklundahallen - 26 september 1998 HV 71-Malmö IF 4-5 (2-1, 1-2, 1-2) 3733 Rosenlundshallen - 26 september 1998 Brynäs IF-Modo Hockey 2-4 (0-2, 1-2, 1-0) 4040 Gavlerinken - 26 september 1998 Västra Frölunda HC-Färjestads BK 3-1 (0-0, 1-1, 2-0) 6579 Scandinavium Omgång 5 - 27 september 1998 Djurgårdens IF-HV 71 2-1 (0-0, 0-1, 1-0, 1-0) 5476 Globen - 29 september 1998 Brynäs IF-Färjestads BK 3-2 (1-0, 0-2, 2-0) 3556 Gavlerinken - 29 september 1998 Västerås IK-Modo Hockey 1-3 (0-1, 1-1, 0-1) 3876 Rocklundahallen - 29 september 1998 Västra Frölunda HC-IF Björklöven 2-0 (0-0, 2-0, 0-0) 4844 Scandinavium - 29 september 1998 Leksands IF-AIK 2-3 (0-0, 2-1, 0-2) 3615 Leksands Isstadion - 29 september 1998 Malmö IF-Luleå HF 3-2 (2-1, 1-1, 0-0) 4494 Malmö Isstadion Omgång 6 - 1 oktober 1998 AIK-Västra Frölunda HC 3-1 (2-0, 1-1, 0-0) 4120 Globen - 1 oktober 1998 Luleå HF-Leksands IF 1-1 (0-0, 1-1, 0-0, 0-0) 3779 Delfinen - 1 oktober 1998 Malmö IF-Djurgårdens IF 1-2 (1-1, 0-0, 0-1) 5034 Malmö Isstadion - 1 oktober 1998 Färjestads BK-HV 71 1-3 (0-0, 0-2, 1-1) 3973 Färjestads Ishall - 1 oktober 1998 IF Björklöven-Västerås IK 4-3 (2-1, 1-2, 1-0) 2821 Umeå ishall - 1 oktober 1998 Modo Hockey-Brynäs IF 2-0 (0-0, 1-0, 1-0) 3959 Kempehallen Omgång 7 - 3 oktober 1998 Leksands IF-Malmö IF 3-2 (1-1, 1-0, 1-1) 3626 Leksands Isstadion - 3 oktober 1998 Brynäs IF-IF Björklöven 8-1 (2-0, 4-1, 2-0) 3487 Gavlerinken - 3 oktober 1998 Västerås IK-AIK 1-4 (0-1, 0-2, 1-1) 2926 Rocklundahallen - 3 oktober 1998 HV 71-Modo Hockey 4-2 (2-0, 2-2, 0-0) 3830 Rosenlundshallen - 3 oktober 1998 Västra Frölunda HC-Luleå HF 2-2 (1-1, 0-1, 1-0, 0-0) 5270 Scandinavium - 4 oktober 1998 Djurgårdens IF-Färjestads BK 5-4 (2-0, 2-2, 1-2) 7372 Globen Omgång 8 - 8 oktober 1998 Luleå HF-Västerås IK 3-2 (0-1, 2-1, 0-0, 1-0) 3609 Delfinen - 8 oktober 1998 AIK-Brynäs IF 3-5 (3-2, 0-1, 0-2) 5522 Globen - 8 oktober 1998 IF Björklöven-HV 71 3-1 (1-0, 1-1, 1-0) 3282 Umeå ishall - 8 oktober 1998 Modo Hockey-Färjestads BK 1-2 (0-0, 0-0, 1-2) 4295 Kempehallen - 8 oktober 1998 Leksands IF-Djurgårdens IF 10-2 (2-2, 4-0, 4-0) 4451 Leksands Isstadion - 8 oktober 1998 Malmö IF-Västra Frölunda HC 2-4 (0-1, 1-2, 1-1) 4453 Malmö Isstadion Omgång 9 - 11 oktober 1998 Djurgårdens IF-Modo Hockey 2-1 (0-0, 1-0, 1-1) 5608 Globen - 11 oktober 1998 Västra Frölunda HC-Leksands IF 2-3 (0-0, 1-0, 1-3) 7592 Scandinavium - 11 oktober 1998 Västerås IK-Malmö IF 2-4 (2-1, 0-1, 0-2) 2777 Rocklundahallen - 11 oktober 1998 Luleå HF-Brynäs IF 3-4 (1-1, 2-2, 0-1) 4018 Delfinen - 11 oktober 1998 Färjestads BK-IF Björklöven 3-3 (1-1, 2-0, 0-2, 0-0) 4412 Färjestads Ishall - 11 oktober 1998 HV 71-AIK 1-1 (0-0, 1-1, 0-0, 0-0) 3439 Rosenlundshallen Omgång 10 - 15 oktober 1998 Malmö IF-Färjestads BK 1-2 (0-0, 0-0, 1-2) 5307 Malmö Isstadion - 15 oktober 1998 Leksands IF-HV 71 4-4 (1-1, 0-1, 3-2, 0-0) 3368 Leksands Isstadion - 15 oktober 1998 Västerås IK-Djurgårdens IF 5-3 (3-2, 1-0, 1-1) 3073 Rocklundahallen - 15 oktober 1998 AIK-IF Björklöven 2-7 (1-3, 0-2, 1-2) 4127 Globen - 15 oktober 1998 Brynäs IF-Västra Frölunda HC 5-2 (2-0, 1-0, 2-2) 3788 Gavlerinken - 15 oktober 1998 Modo Hockey-Luleå HF 1-0 (0-0, 1-0, 0-0) 3864 Kempehallen Omgång 11 - 18 oktober 1998 AIK-Färjestads BK 4-4 (1-0, 1-2, 2-2, 0-0) 5862 Globen - 18 oktober 1998 Leksands IF-Västerås IK 3-2 (2-0, 1-0, 0-2) 3552 Leksands Isstadion - 20 oktober 1998 Luleå HF-HV 71 3-1 (0-0, 0-1, 3-0) 3903 Delfinen - 20 oktober 1998 IF Björklöven-Modo Hockey 1-4 (0-2, 0-2, 1-0) 4450 Umeå ishall - 20 oktober 1998 Västra Frölunda HC-Djurgårdens IF 2-3 (1-1, 0-1, 1-1) 6954 Scandinavium - 20 oktober 1998 Malmö IF-Brynäs IF 2-4 (1-1, 1-1, 0-2) 4414 Malmö Isstadion Omgång 12 - 22 oktober 1998 Djurgårdens IF-IF Björklöven 3-3 (1-0, 1-0, 1-3, 0-0) 3822 Hovet, Johanneshov - 22 oktober 1998 Västerås IK-Västra Frölunda HC 2-1 (1-0, 1-0, 0-1) 3103 Rocklundahallen - 22 oktober 1998 Brynäs IF-Leksands IF 1-0 (0-0, 0-0, 0-0, 1-0) 6232 Gavlerinken - 22 oktober 1998 HV 71-Malmö IF 1-0 (0-0, 1-0, 0-0) 3358 Rosenlundshallen - 22 oktober 1998 Modo Hockey-AIK 3-2 (0-0, 2-2, 1-0) 3753 Kempehallen - 22 oktober 1998 Färjestads BK-Luleå HF 3-2 (0-2, 1-0, 2-0) 3915 Färjestads Ishall Omgång 13 - 24 oktober 1998 Västra Frölunda HC-HV 71 4-1 (0-0, 3-1, 1-0) 8003 Scandinavium - 24 oktober 1998 Färjestads BK-Malmö IF 5-5 (5-1, 0-3, 0-1, 0-0) 4546 Färjestads Ishall - 24 oktober 1998 Djurgårdens IF-Västerås IK 1-2 (0-1, 1-1, 0-0) 3098 Hovet, Johanneshov - 24 oktober 1998 Luleå HF-Brynäs IF 5-7 (1-1, 2-1, 2-5) 4305 Delfinen - 24 oktober 1998 Modo Hockey-IF Björklöven 3-1 (1-0, 1-0, 1-1) 5775 Kempehallen - 24 oktober 1998 Leksands IF-AIK 3-4 (1-2, 1-0, 1-1, 0-1) 4163 Leksands Isstadion Omgång 14 - 6 oktober 1998 AIK-Djurgårdens IF 1-1 (0-0, 0-1, 1-0, 0-0) 11258 Globen - 25 oktober 1998 Västerås IK-Leksands IF 2-5 (0-0, 0-3, 2-2) 5820 Rocklundahallen - 25 oktober 1998 Luleå HF-Modo Hockey 1-2 (0-0, 1-0, 0-1, 0-1) 4337 Delfinen - 25 oktober 1998 IF Björklöven-Brynäs IF 5-4 (1-1, 2-3, 1-0, 1-0) 3740 Umeå ishall - 25 oktober 1998 Malmö IF-Västra Frölunda HC 4-5 (1-1, 3-1, 0-2, 0-1) 4481 Malmö Isstadion - 25 oktober 1998 HV 71-Färjestads BK 4-2 (1-0, 0-1, 3-1) 4200 Rosenlundshallen Omgång 15 - 29 oktober 1998 Djurgårdens IF-AIK 6-4 (2-2, 2-1, 2-1) 13850 Globen - 29 oktober 1998 Luleå HF-IF Björklöven 3-1 (0-0, 2-1, 1-0) 4354 Delfinen - 29 oktober 1998 Malmö IF-Modo Hockey 4-5 (1-3, 2-1, 1-1) 4756 Malmö Isstadion - 29 oktober 1998 Leksands IF-Färjestads BK 4-3 (2-3, 0-0, 2-0) 5451 Leksands Isstadion - 29 oktober 1998 Västerås IK-Brynäs IF 4-2 (1-1, 1-1, 2-0) 4900 Rocklundahallen - 29 oktober 1998 Västra Frölunda HC-HV 71 6-2 (2-0, 1-1, 3-1) 8526 Scandinavium Omgång 16 - 1 november 1998 HV 71-Västerås IK 5-1 (0-0, 4-0, 1-1) 3986 Rosenlundshallen - 1 november 1998 Färjestads BK-Västra Frölunda HC 3-1 (0-0, 2-0, 1-1) 4273 Färjestads Ishall - 1 november 1998 AIK-Luleå HF 5-0 (2-0, 1-0, 2-0) 6507 Globen - 1 november 1998 IF Björklöven-Malmö IF 6-4 (3-1, 0-3, 3-0) 3754 Umeå ishall - 1 november 1998 Modo Hockey-Leksands IF 2-2 (1-0, 0-2, 1-0, 0-0) 5598 Kempehallen - 1 november 1998 Brynäs IF-Djurgårdens IF 7-2 (3-1, 3-0, 1-1) 6232 Gavlerinken Omgång 17 - 12 november 1998 Djurgårdens IF-Luleå HF 4-1 (0-0, 2-1, 2-0) 7840 Globen - 12 november 1998 Brynäs IF-HV 71 4-2 (2-0, 0-0, 2-2) 3571 Gavlerinken - 12 november 1998 Västerås IK-Färjestads BK 3-1 (2-0, 1-0, 0-1) 3054 Rocklundahallen - 12 november 1998 Västra Frölunda HC-Modo Hockey 4-7 (0-1, 2-3, 2-3) 7002 Scandinavium - 12 november 1998 Leksands IF-IF Björklöven 1-2 (0-1, 0-1, 1-0) 3193 Leksands Isstadion - 12 november 1998 Malmö IF-AIK 3-1 (2-0, 0-1, 1-0) 4504 Malmö Isstadion Omgång 18 - 15 november 1998 AIK-Leksands IF 4-5 (3-2, 0-1, 1-1, 0-1) 8752 Globen - 17 november 1998 Luleå HF-Malmö IF 0-1 (0-1, 0-0, 0-0) 3680 Delfinen - 17 november 1998 Färjestads BK-Brynäs IF 6-1 (2-0, 2-0, 2-1) 4674 Färjestads Ishall - 17 november 1998 Modo Hockey-Västerås IK 9-1 (3-1, 5-0, 1-0) 3498 Kempehallen - 17 november 1998 IF Björklöven-Västra Frölunda HC 4-2 (2-0, 0-1, 2-1) 3936 Umeå ishall - 24 november 1998 HV 71-Djurgårdens IF 2-4 (1-1, 1-1, 0-2) 4200 Rosenlundshallen Omgång 19 - 19 november 1998 Västra Frölunda HC-AIK 3-4 (0-2, 3-2, 0-0) 6278 Scandinavium - 19 november 1998 Leksands IF-Luleå HF 2-4 (0-2, 1-0, 1-2) 3707 Leksands Isstadion - 19 november 1998 Djurgårdens IF-Malmö IF 3-2 (1-0, 1-1, 1-1) 6212 Globen - 19 november 1998 Brynäs IF-Modo Hockey 5-1 (2-1, 1-0, 2-0) 4932 Gavlerinken - 19 november 1998 HV 71-Färjestads BK 1-0 (0-0, 0-0, 1-0) 3739 Rosenlundshallen - 19 november 1998 Västerås IK-IF Björklöven 3-1 (1-1, 1-0, 1-0) 2849 Rocklundahallen Omgång 20 - 21 november 1998 AIK-Västerås IK 5-1 (2-0, 2-0, 1-1) 3208 Globen - 21 november 1998 IF Björklöven-Brynäs IF 0-3 (0-2, 0-0, 0-1) 3152 Umeå ishall - 21 november 1998 Modo Hockey-HV 71 2-1 (2-0, 0-1, 0-0) 4040 Kempehallen - 21 november 1998 Färjestads BK-Djurgårdens IF 1-2 (0-0, 0-1, 1-0, 0-1) 4764 Färjestads Ishall - 21 november 1998 Malmö IF-Leksands IF 6-2 (1-1, 1-1, 4-0) 4815 Malmö Isstadion - 21 november 1998 Luleå HF-Västra Frölunda HC 3-1 (0-1, 2-0, 1-0) 3715 Delfinen Omgång 21 - 10 november 1998 Djurgårdens IF-Leksands IF 6-4 (2-1, 2-2, 2-1) 11102 Globen - 26 november 1998 Färjestads BK-Modo Hockey 2-2 (1-1, 0-0, 1-1, 0-0) 4370 Färjestads Ishall - 26 november 1998 Västerås IK-Luleå HF 3-2 (1-0, 1-0, 1-2) 2552 Rocklundahallen - 26 november 1998 HV 71-IF Björklöven 2-2 (1-1, 1-0, 0-1, 0-0) 3685 Rosenlundshallen - 26 november 1998 Brynäs IF-AIK 1-2 (0-0, 0-1, 1-1) 4686 Gavlerinken - 1 december 1998 Västra Frölunda HC-Malmö IF 5-2 (1-2, 2-0, 2-0) 5563 Scandinavium Omgång 22 - 20 oktober 1998 AIK-Västerås IK 2-3 (0-2, 0-1, 2-0) 2882 Globen - 28 november 1998 Färjestads BK-Västra Frölunda HC 5-3 (2-1, 2-0, 1-2) 4556 Färjestads Ishall - 28 november 1998 Leksands IF-Djurgårdens IF 1-2 (1-1, 0-0, 0-1) 4801 Leksands Isstadion - 28 november 1998 Luleå HF-IF Björklöven 2-1 (0-0, 2-0, 0-1) 3781 Delfinen - 28 november 1998 Modo Hockey-Brynäs IF 3-1 (0-0, 1-1, 2-0) 4733 Kempehallen - 28 november 1998 Malmö IF-HV 71 5-0 (2-0, 1-0, 2-0) 4454 Malmö Isstadion Omgång 23 - 29 november 1998 IF Björklöven-Färjestads BK 1-2 (0-1, 1-0, 0-1) 3498 Umeå ishall - 29 november 1998 Modo Hockey-Djurgårdens IF 4-2 (2-1, 1-1, 1-0) 4530 Kempehallen - 29 november 1998 Leksands IF-Västra Frölunda HC 2-2 (1-0, 1-0, 0-2, 0-0) 3360 Leksands Isstadion - 29 november 1998 Malmö IF-Västerås IK 4-3 (1-1, 3-2, 0-0) 4072 Malmö Isstadion - 29 november 1998 Brynäs IF-Luleå HF 5-4 (2-1, 1-3, 2-0) 3511 Gavlerinken - 29 november 1998 AIK-HV 71 3-1 (2-0, 0-1, 1-0) 4238 Hovet, Johanneshov Omgång 24 - 3 december 1998 Luleå HF-Modo Hockey 0-3 (0-1, 0-2, 0-0) 3807 Delfinen - 3 december 1998 Djurgårdens IF-Västerås IK 4-5 (3-2, 0-2, 1-1) 4523 Globen - 3 december 1998 Västra Frölunda HC-Brynäs IF 2-1 (0-0, 1-1, 0-0, 1-0) 9944 Scandinavium - 3 december 1998 Färjestads BK-Malmö IF 4-3 (0-1, 3-2, 1-0) 4236 Färjestads Ishall - 3 december 1998 IF Björklöven-AIK 3-4 (1-1, 1-2, 1-1) 3589 Umeå ishall - 3 december 1998 HV 71-Leksands IF 3-1 (2-0, 1-1, 0-0) 4200 Rosenlundshallen Omgång 25 - 6 december 1998 Västerås IK-Leksands IF 2-4 (0-1, 1-3, 1-0) 3583 Rocklundahallen - 6 december 1998 Färjestads BK-AIK 3-2 (1-1, 2-0, 0-1) 3960 Färjestads Ishall - 8 december 1998 Djurgårdens IF-Västra Frölunda HC 2-1 (0-0, 0-1, 2-0) 5821 Globen - 8 december 1998 Modo Hockey-IF Björklöven 4-1 (1-0, 1-1, 2-0) 4379 Kempehallen - 8 december 1998 HV 71-Luleå HF 6-1 (2-0, 1-0, 3-1) 3708 Rosenlundshallen - 7 januari 1999 Brynäs IF-Malmö IF 3-4 (0-1, 2-1, 1-1, 0-1) 3928 Gavlerinken | Omgång 26 - 14 november 1998 Västra Frölunda HC-Västerås IK 5-1 (1-1, 2-0, 2-0) 3893 Scandinavium - 10 december 1998 IF Björklöven-Djurgårdens IF 2-3 (1-1, 1-2, 0-0) 3539 Umeå ishall - 10 december 1998 Leksands IF-Brynäs IF 3-4 (0-1, 2-1, 1-2) 4779 Leksands Isstadion - 10 december 1998 Malmö IF-HV 71 2-1 (1-0, 1-0, 0-1) 4681 Malmö Isstadion - 10 december 1998 Luleå HF-Färjestads BK 7-0 (5-0, 1-0, 1-0) 3322 Delfinen - 10 december 1998 AIK-Modo Hockey 5-2 (0-1, 1-0, 4-1) 4833 Hovet, Johanneshov Omgång 27 - 1 december 1998 AIK-Leksands IF 3-6 (2-3, 0-0, 1-3) 7112 Globen - 12 december 1998 Västerås IK-Djurgårdens IF 5-4 (2-1, 1-2, 1-1, 1-0) 2829 Rocklundahallen - 12 december 1998 HV 71-Västra Frölunda HC 2-1 (1-1, 1-0, 0-0) 4075 Rosenlundshallen - 12 december 1998 Malmö IF-Färjestads BK 4-3 (0-0, 0-2, 3-1, 1-0) 4460 Malmö Isstadion - 12 december 1998 IF Björklöven-Modo Hockey 0-6 (0-1, 0-3, 0-2) 4407 Umeå ishall - 12 december 1998 Brynäs IF-Luleå HF 9-4 (3-1, 4-1, 2-2) 4316 Gavlerinken Omgång 28 - 22 november 1998 Djurgårdens IF-AIK 3-4 (2-0, 1-3, 0-1) 12211 Globen - 13 december 1998 Brynäs IF-IF Björklöven 1-1 (0-1, 1-0, 0-0, 0-0) 3226 Gavlerinken - 13 december 1998 Västra Frölunda HC-Malmö IF 7-1 (3-1, 1-0, 3-0) 5178 Scandinavium - 13 december 1998 Leksands IF-Västerås IK 7-1 (2-0, 2-0, 3-1) 2624 Leksands Isstadion - 13 december 1998 Modo Hockey-Luleå HF 3-2 (0-1, 1-1, 1-0, 1-0) 3955 Kempehallen - 14 december 1998 Färjestads BK-HV 71 2-1 (1-0, 1-0, 0-1) 4247 Färjestads Ishall Omgång 29 - 7 januari 1999 AIK-Djurgårdens IF 1-5 (1-0, 0-2, 0-3) 13712 Globen - 10 januari 1999 IF Björklöven-Luleå HF 5-2 (1-0, 1-2, 3-0) 3561 Umeå ishall - 10 januari 1999 Brynäs IF-Västerås IK 4-7 (0-2, 2-3, 2-2) 3256 Gavlerinken - 10 januari 1999 HV 71-Västra Frölunda HC 2-8 (1-3, 0-0, 1-5) 4016 Rosenlundshallen - 10 januari 1999 Modo Hockey-Malmö IF 5-0 (0-0, 2-0, 3-0) 3923 Kempehallen - 10 januari 1999 Färjestads BK-Leksands IF 5-1 (2-0, 1-1, 2-0) 4690 Färjestads Ishall Omgång 30 - 12 januari 1999 Västerås IK-HV 71 3-4 (0-2, 2-1, 1-0, 0-1) 3132 Rocklundahallen - 12 januari 1999 Malmö IF-IF Björklöven 5-2 (1-1, 2-1, 2-0) 3891 Malmö Isstadion - 12 januari 1999 Luleå HF-AIK 3-3 (1-2, 1-0, 1-1, 0-0) 3518 Delfinen - 12 januari 1999 Djurgårdens IF-Brynäs IF 2-3 (0-1, 0-0, 2-1, 0-1) 8122 Globen - 17 januari 1999 Leksands IF-Modo Hockey 1-4 (0-1, 0-0, 1-3) 3658 Leksands Isstadion - 26 januari 1999 Västra Frölunda HC-Färjestads BK 4-5 (0-4, 1-0, 3-1) 10884 Scandinavium Omgång 31 - 14 januari 1999 AIK-Malmö IF 0-5 (0-1, 0-1, 0-3) 3751 Globen - 14 januari 1999 Luleå HF-Djurgårdens IF 3-2 (1-0, 2-1, 0-1) 3380 Delfinen - 14 januari 1999 HV 71-Brynäs IF 3-4 (0-2, 2-1, 1-0, 0-1) 3670 Rosenlundshallen - 14 januari 1999 Färjestads BK-Västerås IK 0-0 (0-0, 0-0, 0-0, 0-0) 3257 Färjestads Ishall - 14 januari 1999 IF Björklöven-Leksands IF 1-5 (0-3, 0-1, 1-1) 2804 Umeå ishall - 14 januari 1999 Modo Hockey-Västra Frölunda HC 2-3 (1-0, 0-3, 1-0) 3442 Kempehallen Omgång 32 - 16 januari 1999 Västerås IK-Modo Hockey 4-4 (1-2, 2-2, 1-0, 0-0) 4009 Rocklundahallen - 16 januari 1999 Djurgårdens IF-HV 71 0-1 (0-1, 0-0, 0-0) 7953 Globen - 16 januari 1999 Malmö IF-Luleå HF 3-1 (1-0, 1-0, 1-1) 4165 Malmö Isstadion - 16 januari 1999 Leksands IF-AIK 4-2 (1-1, 1-1, 2-0) 3722 Leksands Isstadion - 16 januari 1999 Brynäs IF-Färjestads BK 2-3 (2-1, 0-2, 0-0) 4475 Gavlerinken - 16 januari 1999 Västra Frölunda HC-IF Björklöven 2-1 (0-1, 0-0, 1-0, 1-0) 6908 Scandinavium Omgång 33 - 19 januari 1999 Luleå HF-Leksands IF 3-2 (1-1, 0-1, 2-0) 3621 Delfinen - 19 januari 1999 AIK-Västra Frölunda HC 7-5 (1-1, 2-2, 4-2) 3632 Globen - 19 januari 1999 IF Björklöven-Västerås IK 1-4 (1-0, 0-2, 0-2) 2502 Umeå ishall - 19 januari 1999 Modo Hockey-Brynäs IF 1-1 (0-1, 0-0, 1-0, 0-0) 4062 Kempehallen - 19 januari 1999 Färjestads BK-HV 71 3-6 (1-2, 1-3, 1-1) 3783 Färjestads Ishall - 19 januari 1999 Malmö IF-Djurgårdens IF 2-1 (1-0, 0-0, 0-1, 1-0) 4919 Malmö Isstadion Omgång 34 - 21 januari 1999 Djurgårdens IF-Färjestads BK 2-0 (0-0, 1-0, 1-0) 7224 Globen - 21 januari 1999 Leksands IF-Malmö IF 2-2 (0-0, 1-0, 1-2, 0-0) 2826 Leksands Isstadion - 21 januari 1999 Västra Frölunda HC-Luleå HF 4-1 (2-0, 1-1, 1-0) 6103 Scandinavium - 21 januari 1999 Västerås IK-AIK 3-5 (0-0, 2-3, 1-2) 4201 Rocklundahallen - 21 januari 1999 HV 71-Modo Hockey 4-5 (1-2, 1-2, 2-0, 0-1) 4200 Rosenlundshallen - 21 januari 1999 IF Björklöven-Brynäs IF 3-2 (1-0, 0-1, 2-1) 2282 Umeå ishall Omgång 35 - 24 januari 1999 IF Björklöven-HV 71 0-3 (0-3, 0-0, 0-0) 3372 Umeå ishall - 24 januari 1999 Leksands IF-Djurgårdens IF 1-2 (0-1, 1-0, 0-1) 4461 Leksands Isstadion - 24 januari 1999 Malmö IF-Västra Frölunda HC 0-1 (0-0, 0-0, 0-1) 5010 Malmö Isstadion - 24 januari 1999 AIK-Brynäs IF 5-6 (2-0, 1-4, 2-1, 0-1) 7728 Globen - 24 januari 1999 Modo Hockey-Färjestads BK 5-2 (0-1, 3-0, 2-1) 4417 Kempehallen - 24 januari 1999 Luleå HF-Västerås IK 5-0 (3-0, 0-0, 2-0) 4522 Delfinen Omgång 36 - 28 januari 1999 Djurgårdens IF-Modo Hockey 3-1 (1-1, 0-0, 2-0) 6753 Hovet, Johanneshov - 28 januari 1999 Färjestads BK-IF Björklöven 5-1 (2-0, 1-0, 2-1) 4050 Färjestads Ishall - 28 januari 1999 HV 71-AIK 6-2 (3-1, 2-1, 1-0) 3952 Rosenlundshallen - 28 januari 1999 Brynäs IF-Luleå HF 1-3 (0-1, 0-0, 1-2) 3198 Gavlerinken - 28 januari 1999 Västerås IK-Malmö IF 4-2 (3-1, 1-0, 0-1) 2907 Rocklundahallen - 28 januari 1999 Västra Frölunda HC-Leksands IF 2-8 (0-0, 1-4, 1-4) 8938 Scandinavium Omgång 37 - 30 januari 1999 Modo Hockey-Luleå HF 7-3 (2-3, 2-0, 3-0) 4411 Kempehallen - 30 januari 1999 Malmö IF-Färjestads BK 0-2 (0-0, 0-0, 0-2) 5610 Malmö Isstadion - 30 januari 1999 Leksands IF-HV 71 6-1 (3-0, 2-1, 1-0) 3656 Leksands Isstadion - 30 januari 1999 Brynäs IF-Västra Frölunda HC 3-1 (0-0, 1-1, 2-0) 4585 Gavlerinken - 30 januari 1999 AIK-IF Björklöven 2-3 (1-1, 1-1, 0-0, 0-1) 3823 Hovet, Johanneshov - 30 januari 1999 Västerås IK-Djurgårdens IF 3-3 (0-0, 1-1, 2-2, 0-0) 3758 Rocklundahallen Omgång 38 - 2 februari 1999 Västra Frölunda HC-Djurgårdens IF 4-0 (2-0, 0-0, 2-0) 6715 Scandinavium - 2 februari 1999 Luleå HF-HV 71 5-0 (2-0, 1-0, 2-0) 3751 Delfinen - 2 februari 1999 Leksands IF-Västerås IK 7-7 (3-2, 0-3, 4-2, 0-0) 2613 Leksands Isstadion - 2 februari 1999 AIK-Färjestads BK 2-4 (0-1, 1-0, 1-3) 4702 Globen - 2 februari 1999 Malmö IF-Brynäs IF 7-5 (3-0, 1-2, 3-3) 4600 Malmö Isstadion - 2 februari 1999 IF Björklöven-Modo Hockey 2-6 (1-1, 0-1, 1-4) 4312 Umeå ishall Omgång 39 - 4 februari 1999 Djurgårdens IF-IF Björklöven 3-2 (1-2, 0-0, 2-0) 3823 Globen - 4 februari 1999 Modo Hockey-AIK 2-1 (0-1, 2-0, 0-0) 3652 Kempehallen - 4 februari 1999 Färjestads BK-Luleå HF 2-2 (2-1, 0-1, 0-0, 0-0) 4663 Färjestads Ishall - 4 februari 1999 HV 71-Malmö IF 5-1 (2-1, 0-0, 3-0) 3687 Rosenlundshallen - 4 februari 1999 Brynäs IF-Leksands IF 4-2 (1-0, 1-1, 2-1) 5832 Gavlerinken - 4 februari 1999 Västerås IK-Västra Frölunda HC 2-3 (0-2, 1-0, 1-1) 3084 Rocklundahallen Omgång 40 - 7 februari 1999 Brynäs IF-Djurgårdens IF 5-2 (1-1, 3-1, 1-0) 4610 Gavlerinken - 7 februari 1999 HV 71-Västerås IK 6-2 (1-0, 3-2, 2-0) 3857 Rosenlundshallen - 7 februari 1999 Färjestads BK-Västra Frölunda HC 2-3 (2-0, 0-1, 0-1, 0-1) 4476 Färjestads Ishall - 7 februari 1999 Modo Hockey-Leksands IF 3-1 (1-1, 0-0, 2-0) 4750 Kempehallen - 7 februari 1999 AIK-Luleå HF 5-7 (1-2, 2-3, 2-2) 4748 Globen - 7 februari 1999 IF Björklöven-Malmö IF 1-3 (0-0, 0-0, 1-3) 2715 Umeå ishall Omgång 41 - 16 februari 1999 Luleå HF-IF Björklöven 7-2 (4-1, 1-1, 2-0) 3961 Delfinen - 16 februari 1999 Malmö IF-Modo Hockey 3-5 (0-3, 2-0, 1-2) 5283 Malmö Isstadion - 16 februari 1999 Västerås IK-Brynäs IF 0-3 (0-2, 0-1, 0-0) 3878 Rocklundahallen - 16 februari 1999 Västra Frölunda HC-HV 71 5-4 (1-1, 3-1, 1-2) 10994 Scandinavium - 16 februari 1999 Leksands IF-Färjestads BK 7-5 (0-1, 2-1, 5-3) 4241 Leksands Isstadion - 16 februari 1999 Djurgårdens IF-AIK 4-1 (2-0, 1-1, 1-0) 13850 Globen Omgång 42 - 18 februari 1999 Djurgårdens IF-Luleå HF 3-5 (2-1, 0-2, 1-2) 3408 Hovet, Johanneshov - 18 februari 1999 Brynäs IF-HV 71 0-1 (0-1, 0-0, 0-0) 3024 Gavlerinken - 18 februari 1999 Västerås IK-Färjestads BK 3-4 (0-2, 2-1, 1-1) 2823 Rocklundahallen - 18 februari 1999 Västra Frölunda HC-Modo Hockey 3-2 (1-0, 0-2, 1-0, 1-0) 12123 Scandinavium - 18 februari 1999 Leksands IF-IF Björklöven 3-2 (1-0, 0-2, 2-0) 2973 Leksands Isstadion - 18 februari 1999 Malmö IF-AIK 2-4 (1-0, 1-1, 0-3) 4093 Malmö Isstadion Omgång 43 - 20 februari 1999 HV 71-Djurgårdens IF 4-5 (0-2, 2-1, 2-1, 0-1) 4200 Rosenlundshallen - 20 februari 1999 Färjestads BK-Brynäs IF 6-2 (0-1, 5-1, 1-0) 4587 Färjestads Ishall - 20 februari 1999 Modo Hockey-Västerås IK 4-0 (2-0, 0-0, 2-0) 3638 Kempehallen - 20 februari 1999 IF Björklöven-Västra Frölunda HC 2-4 (1-1, 0-1, 1-2) 2402 Umeå ishall - 21 februari 1999 Luleå HF-Malmö IF 4-1 (1-0, 1-1, 2-0) 4239 Delfinen - 21 februari 1999 AIK-Leksands IF 4-5 (2-2, 2-0, 0-2, 0-1) 10112 Globen Omgång 44 - 23 februari 1999 Västra Frölunda HC-AIK 2-1 (0-0, 1-1, 1-0) 9939 Scandinavium - 23 februari 1999 Djurgårdens IF-Malmö IF 2-3 (2-0, 0-1, 0-1, 0-1) 5801 Globen - 23 februari 1999 Leksands IF-Luleå HF 3-3 (1-1, 0-2, 2-0, 0-0) 3880 Leksands Isstadion - 23 februari 1999 Brynäs IF-Modo Hockey 2-4 (0-3, 1-0, 1-1) 5118 Gavlerinken - 23 februari 1999 HV 71-Färjestads BK 3-3 (1-0, 1-2, 1-1, 0-0) 4191 Rosenlundshallen - 23 februari 1999 Västerås IK-IF Björklöven 5-1 (0-0, 4-1, 1-0) 2459 Rocklundahallen Omgång 45 - 25 februari 1999 Brynäs IF-IF Björklöven 7-3 (0-1, 2-1, 5-1) 3854 Gavlerinken - 25 februari 1999 Modo Hockey-HV 71 3-3 (1-2, 1-0, 1-1, 0-0) 3682 Kempehallen - 25 februari 1999 Färjestads BK-Djurgårdens IF 3-3 (0-0, 3-1, 0-2, 0-0) 4598 Färjestads Ishall - 25 februari 1999 Malmö IF-Leksands IF 3-2 (0-0, 1-1, 1-1, 1-0) 5185 Malmö Isstadion - 25 februari 1999 Luleå HF-Västra Frölunda HC 3-2 (1-2, 2-0, 0-0) 3858 Delfinen - 27 februari 1999 AIK-Västerås IK 3-0 (1-0, 0-0, 2-0) 7431 Globen Omgång 46 - 28 februari 1999 Färjestads BK-Modo Hockey 2-5 (0-3, 0-0, 2-2) 4492 Färjestads Ishall - 28 februari 1999 Djurgårdens IF-Leksands IF 6-2 (1-1, 3-0, 2-1) 10632 Globen - 28 februari 1999 Västra Frölunda HC-Malmö IF 1-1 (0-1, 1-0, 0-0, 0-0) 9368 Scandinavium - 28 februari 1999 Västerås IK-Luleå HF 5-2 (1-0, 2-2, 2-0) 2703 Rocklundahallen - 28 februari 1999 HV 71-IF Björklöven 4-1 (1-1, 2-0, 1-0) 4087 Rosenlundshallen - 28 februari 1999 Brynäs IF-AIK 1-4 (1-0, 0-1, 0-3) 4437 Gavlerinken Omgång 47 - 4 mars 1999 Leksands IF-Västra Frölunda HC 5-3 (2-2, 0-1, 3-0) 4666 Leksands Isstadion - 4 mars 1999 Luleå HF-Brynäs IF 7-1 (5-0, 1-1, 1-0) 4354 Delfinen - 4 mars 1999 Malmö IF-Västerås IK 8-3 (3-1, 3-0, 2-2) 4505 Malmö Isstadion - 4 mars 1999 IF Björklöven-Färjestads BK 1-3 (0-0, 0-2, 1-1) 2301 Umeå ishall - 4 mars 1999 AIK-HV 71 5-5 (1-3, 3-1, 1-1, 0-0) 7319 Globen - 4 mars 1999 Modo Hockey-Djurgårdens IF 2-1 (1-0, 0-1, 1-0) 4323 Kempehallen Omgång 48 - 6 mars 1999 Luleå HF-Modo Hockey 0-9 (0-2, 0-3, 0-4) 5078 Delfinen - 6 mars 1999 Färjestads BK-Malmö IF 6-2 (1-0, 3-2, 2-0) 4439 Färjestads Ishall - 6 mars 1999 HV 71-Leksands IF 4-4 (1-1, 1-3, 2-0, 0-0) 4200 Rosenlundshallen - 6 mars 1999 Västra Frölunda HC-Brynäs IF 7-4 (2-2, 2-2, 3-0) 11938 Scandinavium - 6 mars 1999 Djurgårdens IF-Västerås IK 1-2 (0-2, 1-0, 0-0) 8146 Globen - 6 mars 1999 IF Björklöven-AIK 4-2 (2-0, 1-1, 1-1) 2367 Umeå ishall Omgång 49 - 9 mars 1999 Färjestads BK-AIK 2-2 (1-1, 1-0, 0-1, 0-0) 4315 Färjestads Ishall - 9 mars 1999 Djurgårdens IF-Västra Frölunda HC 4-1 (0-0, 3-0, 1-1) 7235 Globen - 9 mars 1999 Västerås IK-Leksands IF 3-5 (1-1, 1-2, 1-2) 5938 Rocklundahallen - 9 mars 1999 HV 71-Luleå HF 4-3 (0-1, 2-1, 2-1) 4144 Rosenlundshallen - 9 mars 1999 Modo Hockey-IF Björklöven 1-2 (0-0, 1-0, 0-1, 0-1) 3792 Kempehallen - 9 mars 1999 Brynäs IF-Malmö IF 4-0 (2-0, 1-0, 1-0) 3175 Gavlerinken Omgång 50 - 11 mars 1999 Luleå HF-Färjestads BK 6-3 (0-1, 3-0, 3-2) 3683 Delfinen - 11 mars 1999 AIK-Modo Hockey 3-1 (1-1, 1-0, 1-0) 6076 Globen - 11 mars 1999 IF Björklöven-Djurgårdens IF 4-3 (0-0, 1-1, 2-2, 1-0) 2153 Umeå ishall - 11 mars 1999 Västra Frölunda HC-Västerås IK 5-6 (1-1, 1-3, 3-2) 7063 Scandinavium - 11 mars 1999 Leksands IF-Brynäs IF 4-3 (3-0, 0-2, 1-1) 5028 Leksands Isstadion - 11 mars 1999 Malmö IF-HV 71 5-2 (1-1, 4-0, 0-1) 5744 Malmö Isstadion |